# Carrot Tower
Carrot Tower (яп. キャロットタワー) — небоскрёб, расположенный по адресу 4-1-1 Таисидо, район Сэтагая, Токио, Япония. 

## История
Небоскрёб строился с марта 1993 года по ноябрь 1996 года. Его высота составляет 124,36 метра при 27 этажах. Название здания было выбрано путём конкурса среди местных детей, учеников младших классов средней школы района Сэтагая. Название Carrot Tower (в переводе с англ. — «Морковная башня») было выбрано из-за оранжеватого оттенка стен небоскрёба. В верхних этажах небоскрёба расположены офисные помещения, а в нижних магазины, выставочные галереи и общественный театр Сэтагая. Кроме того, небоскрёб выполняет административные функции — в нём выдаются копии карт-резидента. На верхнем этаже расположена смотровая площадка, а также банкетный зал и ресторан Sky Carrot. Вдобавок на нём находится вещательная студия местной радиостанции FM Setagaya. На 22-м этаже расположена нынешняя штаб-квартира японской компании-разработчика компьютерных и видеоигр, компании Game Freak, которая является создателем популярной серии игр Pokémon. На фоне средних и малоэтажных зданий вокруг (60% площади района Сэтагая застроены малоэтажными и семейными жилыми домами) небоскрёб сильно выделяется, являясь местной высотной доминантой. Он является вторым самым высоким небоскрёбом в районе Сэтагая.